# Wilfried Westheide
Wilfried Westheide (* 3. November 1937 in Bielefeld) ist ein deutscher Biologe und Chemiker.

## Biografie
Wilfried Westheide studierte Biologie, Chemie und Geographie an der Albert-Ludwigs-Universität Freiburg und an der Georg-August-Universität Göttingen. Im Jahre 1988 erhielt er eine Berufung an die Universität Osnabrück für den Lehrstuhl für Spezielle Zoologie. Die Forschungsschwerpunkte von Wilfried Westheide sind die Aufklärung der Morphologie, der Systematik und die Evolution von wirbellosen Tieren, besonders der Anneliden.
Wilfried Westheide ist einer der führenden Zoologen und Systematiker in Deutschland. Er hat gemeinsam mit seinem Innsbrucker Kollegen Reinhard Rieger einige Standardwerke im Bereich der Biologie veröffentlicht.